# ASV 트라이던트
ASV트라이던트는 게임민연구소에서 개발 중인 실시간 전략 로그라이크 우주선 시뮬레이션 게임이다. 2021년 12월 10일 스팀 스토어 페이지를 통해 최초 공개되었다.

## 게임플레이
플레이어는 인류의 마지막 전투함인 'ASV(Alliance Space Vessel)트라이던트'의 함장으로, 사령부로부터 하달된 마지막 임무는 생존이다. 생존을 위해 한 시스템에서 자원을 얻으면 다음 시스템으로 도약하는 방식으로 진행된다.

### 천체 탐사
천체를 스캔한 뒤 특이점이 발견되면 원정대를 투입하여 탐사를 진행할 수 있다. 원정대원은 총 6명까지 편성 가능하며, 각각 S(사회성), A(민첩성), P(힘), H(기술), I(지능), L(리더십) 6가지의 특성 중 하나를 담당한다. 원정대의 능력치와 가지고 간 소지품에 따라 탐사의 성패가 결정되며, 탐사에 성공하면 소정의 자원을 획득하게 된다.

### 구역 탐사
천체 탐사가 끝났더라도 해당 구역에 있는 물체들을 레이더로 스캔하고 교신을 시도해볼 수 있다. 대부분은 우주 잔해나 소행성 따위의 부유물이지만, 그 중 함선이나 인공위성 및 정거장이 존재하며, 이벤트가 벌어진다. 결과는 긍정적일 수도 있고 부정적일 수도 있다. 원정대 투입이 가능한 선택지도 있다.

### 도약
해당 시스템에서 탐사를 모두 끝내면 다음 시스템으로 도약한다. 그리고 다시 위의 과정을 무한히 반복한다.

### 자원
수소: 연료이자 화폐
물
탄약: 개인화기탄약, 재래식포탄약, 레일건탄약, 유도탄약 4종류로 구분된다.
식량: 건조식량, 보존식량, 신선식품 3종류로 구분된다. 장거리 도약을 위해서는 승조원 사기 유지를 위해 신선식품이 필수적이다. 고급의 식량일수록 승조원들의 사기를 크게 진작시킨다.
승조원: 자원으로 언급되지는 않으나, 엄밀히 따지면 인적자원에 해당한다. 이벤트와 탐사를 통해 얻어올 수 있다.

### 오메가
인류 멸망의 원흉이며 트라이던트 역시 예외는 아니어서 마주치면 최대한 빨리 도망쳐야 한다.

### 임포스터
승조원들 중에는 임포스터가 섞여 있으며, 이들은 각종 방해공작을 일삼고 오메가에게 트라이던트의 위치를 전송한다. 의무실이 있으면 임포스터 검사를 통해 색출할 수 있으며, 임의로 처형할 수 있고 구금실이 있으면 구금할 수 있다. 

## 등장 인물

### 리타(RITA, Reality-integrated Tele-assistance)
트라이던트의 인공지능 운영체제이다. 게임 내에서 플레이어인 함장을 보좌하는 역할을 한다.

## 배경
원인불명의 공격으로 인류 문명이 멸망한 30세기에서 홀로 항해하는 우주함 'ASV트라이던트'를 배경으로 하고 있다. SF소설 'ASV카사블랑카'와 세계관을 공유한다.